# Puchar Narodów Oceanii w piłce ręcznej
Puchar Narodów Oceanii w piłce ręcznej – oficjalny turniej drużyn narodowych ze strefy Australii i Oceanii, prowadzony przez OHF. Istnieją dwie osobne edycje tego turnieju:
- Puchar Narodów Oceanii w piłce ręcznej kobiet – rozgrywany od 2007 roku
- Puchar Narodów Oceanii w piłce ręcznej mężczyzn – rozgrywany od 2004 roku

Oba turnieje rozgrywane są co 2 lata. Dotychczas jedynymi triumfatorami były ekipy z Australii oraz Nowej Kaledonii.